# Королевский орден Поуоно
Королевский орден Поуоно — государственная награда Тонга. Является высшей наградой Тонга. Также является рыцарским орденом.

## История
Орден был основан в 1893 году королем Джорджем Тупоу II. Вручается Его Величеством только суверенным главам иностранных государств.

## Классификация
У ордена есть одна категория: Рыцарский Большой Крест с орденской цепью. Его постноминальные буквы — KGCCP.

## Знаки отличия
Знак состоит из большой орденской цепи со знаком, звездой и лентой.
Большая орденская цепь представляет собой чередующиеся звенья трёх видов, соединённые между собой двойной золотой цепочкой: шестиконечные звёзды белой эмали с золотым ободком, летящий голубь белой эмали, три золотых скрещенных меча. Центральное звено - шестиконечная звезда белой эмали с золотым ободком. 
Знак ордена - мальтийский крест белой эмали с золотым бортиком. В центральном золотом медальоне изображение «Pouono fale» (шестиэтажный дом). Вокруг медальона кайма красной эмали с надписью золотом «KO E 'OTUA TONGA KO HOKU TOFI’A» (иногда пишется как «KOE OTUA MOTOGA KO HOKU TOFIA»), в основании золотые лавровые веточки. Знак при помощи переходного звена в виде короны Тонги крепится к центральному звену орденской цепи.
Звезда ордена золотая семиконечная с лучами в виде ласточкина хвоста. 
Лента — 102 мм.
Цвета: муаровый алый, светло-кремовый, алый, светло-кремовый, алый. Пропорции 6/20/50/20/6 мм.